# ジョン・ベイリー (撮影監督)
ジョン・ベイリー（John Bailey, A.S.C., 1942年8月10日 - 2023年11月10日）は、アメリカ合衆国の撮影監督・映画監督。ミズーリ州ランドルフ郡出身。妻は編集技師のキャロル・リトルトン。2017年より、映画芸術科学アカデミーの会長を務めている。

## 主な撮影作品
- アメリカン・ジゴロ (1980)
- 普通の人々 (1980)
- Oh!ベルーシ絶体絶命 (1981)
- フロリダ・ハチャメチャ・ハイウェイ (1981)
- キャット・ピープル (1982)
- 栄光の季節 (1982)
- 天使の失踪 (1983)
- 再会の時 (1983)
- 月を追いかけて (1984)
- パッショネイト 悪の華 (1984)
- シルバラード (1985)
- ミシマ:ア・ライフ・イン・フォー・チャプターズ (1985)
- 想い出のブライトン・ビーチ (1986)
- クロスロード (1986)
- 愛と栄光への日々 (1987)
- タフガイは踊らない (1987)
- バイブス秘宝の謎 (1988)
- 偶然の旅行者 (1988)
- マイ・ブルー・ヘブン (1990)
- 恋はデジャ・ブ (1993)
- ザ・シークレット・サービス (1993)
- ノーバディーズ・フール (1994)
- ボディ・バンク (1996)
- 恋愛小説家 (1997)
- マンハッタンで抱きしめて (1998)
- アウト・オブ・タウナーズ (1999)
- ラブ・オブ・ザ・ゲーム (1999)
- サベイランス -監視- (2001)
- アニバーサリーの夜に (2001)
- ヤァヤァ・シスターズの聖なる秘密 (2002)
- 10日間で男を上手にフル方法 (2003)
- 旅するジーンズと16歳の夏 (2005)
- 理想の恋人.com (2005)
- プロデューサーズ (2005)
- ライセンス・トゥ・ウェディング (2007)
- デンジャラスな妻たち (2008)
- そんな彼なら捨てちゃえば? (2009)
- みんな私に恋をする (2010)
- ラモーナのおきて (2010)
- カントリー・ストロング (2010)
- だれもがクジラを愛してる。 (2012)
- プールサイド・デイズ (2013)
- ファミリー・アゲイン/離婚でハッピー!?なボクの家族 (2013)
- 余命90分の男 (2014)
- THE FORGER 天才贋作画家 最後のミッション (2014)
- ロング・トレイル! (2015)
- ラテン・ジゴロになる方法 (2017)

## 監督作品
- チャイナ・ムーン/魔性の女 白い肌に秘められた殺意 (1994)